# Sivalicus viridis
Sivalicus viridis là một loài nhện trong họ Sparassidae. Chúng thuộc chi đơn loài Sivalicus, được miêu tả năm 1957 bởi Dyal.